# Bitung
Bitung è una città dell'Indonesia, situata nella provincia del Sulawesi Settentrionale, sull'isola di Buton.